# Los Tarantos
Los Tarantos és una pel·lícula espanyola de 1963 dirigida per Francesc Rovira Beleta. Es tracta d'una adaptació de l'obra teatral d'Alfredo Mañas La historia de los Tarantos, que es va estrenar l'any 1962. Emmarcat en l'anomenada segona generació realista, juntament amb Carlos Muñiz, Lauro Olmo o José Martín Recuerda, Mañas s'allunyava de la complaença del teatre espanyol de l'època. La pel·lícula va estar nominada el 1964 a l'Oscar a la millor pel·lícula de parla no anglesa, estatueta que va aconseguir finalment Fellini 8 ½, de Federico Fellini.
Durant el rodatge de Los Tarantos Carmen Amaya estava malalta i havia de descansar entre escenes. Va morir a la seva masia a Begur dies després de l'estrena de la pel·lícula, sense haver-hi pogut assistir.

## Sinopsi
A Barcelona s'intensifica un antic enfrontament entre dues famílies gitanes rivals: els Zorongos, un clan de rics tractants de cavalls, i els Tarantos, un humil clan matriarcal de bohemis i artistes capitanejat per Carmen Amaya. Durant una baralla a causa d'una disputa territorial entre tos dos clans es produeix una mort. Més endavant, Rafael el Taranto i Juana la Zoronga es coneixen durant un casament i, envoltats per la màgia de la festa, s'enamoren i es juren amor etern. Després de la seva nit d'amor descobreixen amb desesperació que pertanyen a dues famílies contràries.

## Repartiment
- Carmen Amaya: Angustias, mare de Rafael
- Sara Lezana: Juana la Zoronga
- Daniel Martín: Rafael el Taranto
- Antonio Gades: Mojigondo, amic de Rafael
- Antonio Prieto: Rosendo Zorongo, pare de Juana
- José Manuel Martín: Curro, amic de Rosendo
- Margarita Lozano: Isabel
- Juan Manuel Soriano: pare de Lorenzo
- Antònia Singla: Sole
- Aurelio Galán 'El Estampío': Jero
- Peret: guitarrista

## Al voltant de la pel·lícula

### Obra teatral
Aquests autors teatrals defensaven un teatre caracteritzat per la denúncia de la injustícia i l'opressió social, amb protagonistes generalment provinents de les classes més populars. La historia de los Tarantos s'inscriu en aquests plantejaments i va més enllà de Bodas de sangre. L'enfrontament entre Tarantos i Zorongos (dos pals de flamenc) per l'amor dels seus fills constitueix el nucli de la trama, però també és possible identificar un mosaic emocional per on supuren les ferides obertes de la societat espanyola de la postguerra. Les diferències de classe, la venjança, els ressentiments, el fratricidi o l'exili interior en són alguns exemples.

### Adaptació cinematogràfica
L'adaptació cinematogràfica de Rovira-Beleta, en la qual va participar el mateix Alfredo Maña, es va veure possiblement influenciada per la cinta estatunidenca West Side Story (1961), que parteix igualment de l'argument de Romeu i Julieta per introduir l'espectador, en clau de musical, en la realitat de violència racial del barri de Harlem. La transposició d'aquesta operació al context espanyol es fa a través d'una trencadora representació del món gitano, que defuig el clixé del gitano andalús, assimilat com a estereotip simpàtic i exòtic per la ideologia dominant.
En canvi, la cinta presenta el món gitano català amb un esperit gairebé etnogràfic i mostra la Barcelona més marginal: les barraques del Somorrostro, on arribaven onades d'immigració provinents del món rural. Bona part de les escenes, rodades en localitzacions genuïnes, poden considerar-se gairebé cinema documental. Una peculiaritat que emparenta la pel·lícula de Rovira-Beleta amb el cinéma vérité francès i el neorealisme italià.
La pel·lícula, amb una estètica molt acurada, té molts altres encerts, entre els quals destaquen la fotografia, el bon ús de les ambientacions escèniques i, sobretot, l'altíssim nivell de les escenes de música i ball: Taranto i Zorongo són formes musicals i de dansa flamenca. Sens dubte, el càsting és immillorable, amb una Carmen Amaya en el paper de matriarca dels Tarantos que ofereix el seu testament artístic i que encara avui és paradigma d'una forma d'entendre el ball i el flamenc racial i tel·lúric. Igualment antològic és el ball d'Antonio Gades per la Rambla o la tècnica impecable de Sara Lezana, en el paper protagonista de Juana.

### Acollida
Durant un temps, el cinema espanyol que es veia a l'estranger era el d'Antonio Isasi-Isasmendi i el de Rovira-Beleta. Ambdós cineastes ambicionaven alguna cosa més que la resta dels seus coetanis. Rovira-Beleta va ser el primer director espanyol que va aconseguir que dues de les seves pel·lícules fossin nominades a l'Oscar a la millor pel·lícula de parla no anglesa. La primera seria Los Tarantos i la segona El amor brujo (1967), on el flamenc i el món dels gitanos són novament protagonistes.
Los Tarantos va gaudir d'una molt bona acollida entre el públic i va ser reestrenada en diverses ocasions. Malgrat això, alguns crítics cinematogràfics van retreure Rovira-Beleta una excessiva pulcritud formal que perjudicava la inspiració personal, que fos una pel·lícula barroca i un punt retòrica o en criticaven la simbologia.
L'any 1989 Vicente Escrivá en va fer un remake el 1989, Montoyas y Tarantos, i el 2004 se'n va fer també un musical.